# Nicolás Fernández Mercau
Nicolás Ezequiel Fernández Mercau (Buenos Aires, Argentina; 11 de enero de 2000) es un futbolista argentino que se desempeña como centrocampista en el New York City F. C. de la Major League Soccer de los Estados Unidos.

## Trayectoria

### San Lorenzo de Almagro
Se formó en San Lorenzo, con el que debutó profesionalmente el 14 de noviembre de 2020 en el triunfo por 4 goles a 1 frente a Aldosivi, ingresando a los 79 minutos por su compañero Juan Ramírez y siendo dirigido por Mariano Soso. En las filas del conjunto argentino disputó 51 partidos en total.

### Elche C. F.
El 1 de septiembre de 2022 fue anunciado como nuevo jugador del Elche C. F. por cinco campañas, hasta junio de 2027, para competir en la Primera División de España. Siguió ligado al club a pesar del descenso de categoría.

## Estadísticas

### Clubes
Actualizado al último partido disputado el 5 de agosto de 2025.
| Club                               | Div.          | Temporada     | Liga  | Liga  | Liga   | Copas nacionales | Copas nacionales | Copas nacionales | Torneos internacionales | Torneos internacionales | Torneos internacionales | Total | Total | Total  |
| Club                               | Div.          | Temporada     | Part. | Goles | Asist. | Part.            | Goles            | Asist.           | Part.                   | Goles                   | Asist.                  | Part. | Goles | Asist. |
| ---------------------------------- | ------------- | ------------- | ----- | ----- | ------ | ---------------- | ---------------- | ---------------- | ----------------------- | ----------------------- | ----------------------- | ----- | ----- | ------ |
| C. A. San Lorenzo Argentina        | 1.ª           | 2020          | —     | —     | —      | 3                | 0                | 0                | —                       | —                       | —                       | 3     | 0     | 0      |
| C. A. San Lorenzo Argentina        | 1.ª           | 2021          | 18    | 2     | 1      | 1                | 0                | 0                | 2                       | 0                       | 0                       | 21    | 2     | 1      |
| C. A. San Lorenzo Argentina        | 1.ª           | 2022          | 14    | 0     | 2      | 13               | 0                | 0                | —                       | —                       | —                       | 27    | 0     | 2      |
| C. A. San Lorenzo Argentina        | Total club    | Total club    | 32    | 2     | 3      | 17               | 0                | 0                | 2                       | 0                       | 0                       | 51    | 2     | 3      |
| Elche C. F. · España               | 1.ª           | 2022-23       | 18    | 0     | 1      | 1                | 0                | 0                | —                       | —                       | —                       | 19    | 0     | 1      |
| Elche C. F. · España               | 2.ª           | 2023-24       | 40    | 4     | 1      | 2                | 0                | 0                | —                       | —                       | —                       | 42    | 4     | 1      |
| Elche C. F. · España               | 2.ª           | 2024-25       | 33    | 6     | 8      | 3                | 1                | 2                | —                       | —                       | —                       | 36    | 7     | 10     |
| Elche C. F. · España               | Total club    | Total club    | 91    | 10    | 10     | 6                | 1                | 2                | 0                       | 0                       | 0                       | 97    | 11    | 12     |
| New York City F. C. Estados Unidos | 1.ª           | 2025          | 1     | 0     | 1      | —                | —                | —                | 3                       | 0                       | 0                       | 4     | 0     | 1      |
| New York City F. C. Estados Unidos | Total club    | Total club    | 1     | 0     | 1      | 0                | 0                | 0                | 3                       | 0                       | 0                       | 4     | 0     | 1      |
| Total carrera                      | Total carrera | Total carrera | 124   | 12    | 14     | 23               | 1                | 2                | 5                       | 0                       | 0                       | 152   | 13    | 16     |
| 1. 2.                              |               |               |       |       |        |                  |                  |                  |                         |                         |                         |       |       |        |

## Palmarés

### Distinciones individuales
| Distinción                                             | Año     |
| ------------------------------------------------------ | ------- |
| Trofeo Fibra Valencia al Mejor Jugador del Elche C. F. | 2024-25 |